# ハニ (NewJeans)
ハニ（朝: 하니 、2004年10月6日 - ）は、オーストラリアビクトリア州メルボルン出身の韓国で活動するベトナム系オーストラリア人歌手。女性アイドルグループ「NewJeans」のメンバー。
本名はハニ・パム（英: Hanni Pham）またはファム・ゴック・ハン（越: Phạm Ngọc Hân / 范玉欣）でオーストラリアとベトナムの国籍を保持している。

## 略歴
2004年10月6日、ベトナム・ハノイ出身の父親とホーチミン市出身の母親の元、オーストラリア・メルボルンに生まれ育つ。
2019年、BigHit（現：HYBE）のグローバルオーディションでの合格をきっかけに練習生となる。
2021年にはBTSのPermission to Danceのミュージックビデオに現在のNewJeansのメンバーであるミンジとともに出演した。
2022年7月22日、NewJeansのメンバーとしてデビュー。

## 人物
- オーストラリアとベトナムの二重国籍保持者[1]。家族とはベトナム語で会話をするが、英語と韓国語の方が得意だとしている[2]。
- 身長は161.7cm[7]。
- GUCCIとGUCCI beauty[8]及びUGGのグローバルアンバサダーを務め[9]、ARMANI beautyではグローバル メイクアップアンバサダーを務める[6]。
- いたずら好きな性格で、NJZのムードメーカー[7]。
- イギリスの有名ボーイズグループ「One Direction」の大ファン[10]。

## 青い珊瑚礁のカバーへの反響
2024年6月26・27日に開催されたNewJeansの東京ドーム公演で、松田聖子の「青い珊瑚礁」をソロで歌唱し、パフォーマンス並びにファッションが日韓で話題となった。

## ディスコグラフィ

### 作詞作曲
- Hype Boy - NewJeans（2022年7月23日、作詞）
- OMG - NewJeans（2023年1月2日、作詞）

## MV
| 年   | アーティスト名    | 曲名                |
| ---- | ----------------- | ------------------- |
| 2021 | BTS（防弾少年団） | Permission to Dance |